# Wahlkreis Toggenburg
Der Wahlkreis Toggenburg wurde mit Verfassungsrevision vom 10. Juni 2001 ab 1. Januar 2003 eine Verwaltungseinheit des Schweizer Kantons St. Gallen. Im allgemeinen Sprachgebrauch ist mit Toggenburg allerdings die historische Region Toggenburg gemeint.

## Politik

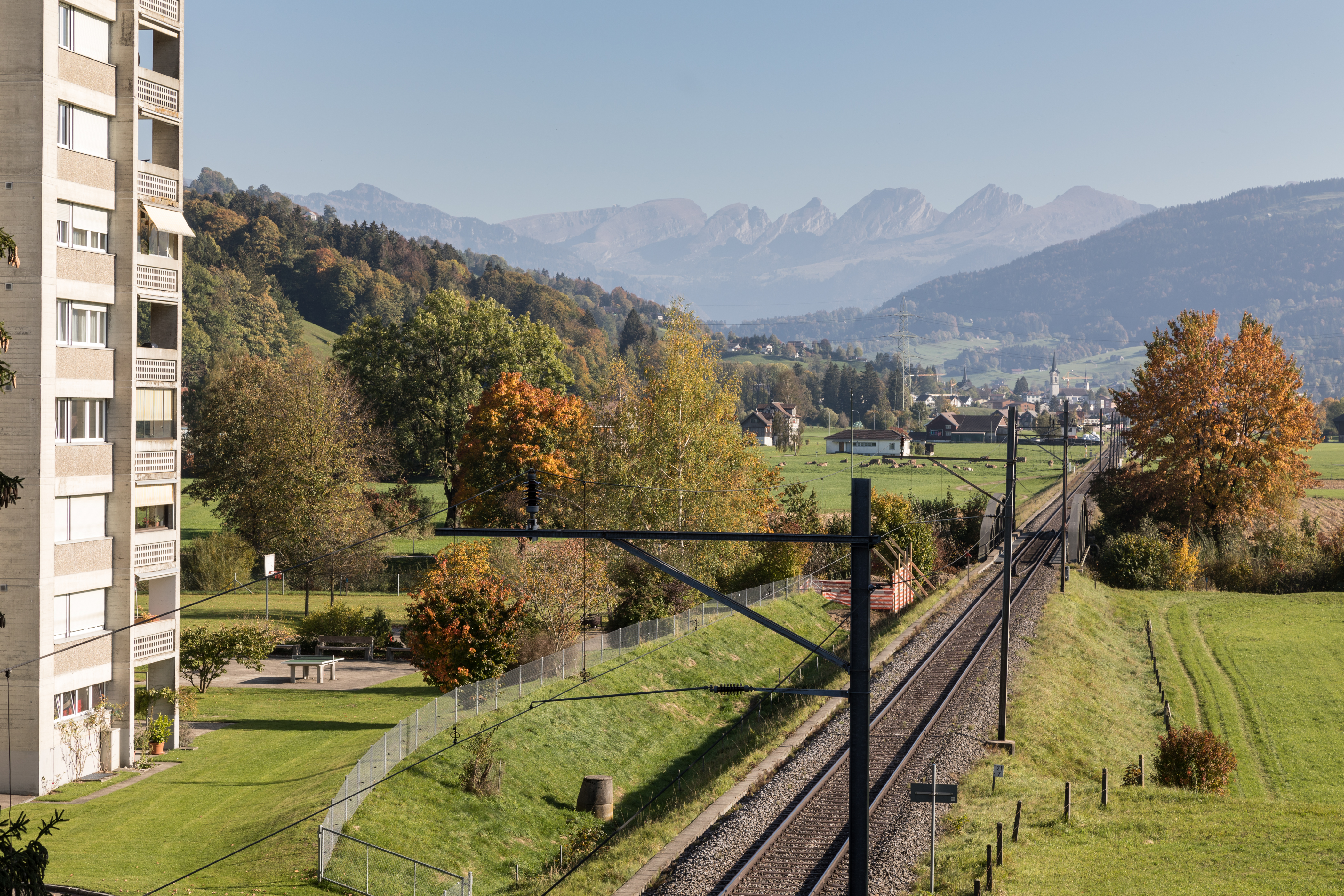
Das Toggenburg hat die Jammertalsohle durchschritten und die Bevölkerung wächst wieder.

Mit dem Niedergang der Textilindustrie – 2001 schloss die Heberlein Textil AG in Wattwil ihre Türen – erfasste eine Depression die lokale Wirtschaft. «Der arme Mann im Tockenburg» prägt das Bild des Wahlkreises. Die Bevölkerung wird als bescheiden und zurückhaltend, aber auch als stur wahrgenommen. Innovative Toggenburger kritisieren die lähmende Stimmung, welche die Schweizerische Volkspartei (SVP) im Tal verbreitete. Der «Bergbahnstreit», Rivalitäten mit dem Linthgebiet um den Standort der Kantonsschule Wattwil sowie Proteste gegen die befürchtete Schliessung des Spitals Wattwil bestimmen die politische Diskussion.
Mit dem Bau des Klanghauses und den Umfahrungsstrassen Bütschwil und Wattwil erwartet das Toggenburg einen Aufschwung.
| Wahljahr                 | 2004 | 2008 | 2012 | 2016 | 2020 | 2024 |
| Grüne                    | 1    |      |      |      |      |      |
| SP                       | 2    | 1    | 1    | 2    | 2    | 1    |
| Die Mitte (bis 2020 CVP) | 6    | 4    | 3    | 3    | 3    | 2    |
| FDP                      | 4    | 3    | 3    | 2    | 2    | 2    |
| SVP                      | 5    | 4    | 4    | 4    | 4    | 6    |
| insgesamt                | 18   | 12   | 11   | 11   | 11   | 11   |

| Sitze im Kantonsrat (2024–2028)                         |
| Insgesamt 11 Sitze - SP: 1 - Mitte: 2 - FDP: 2 - SVP: 6 |

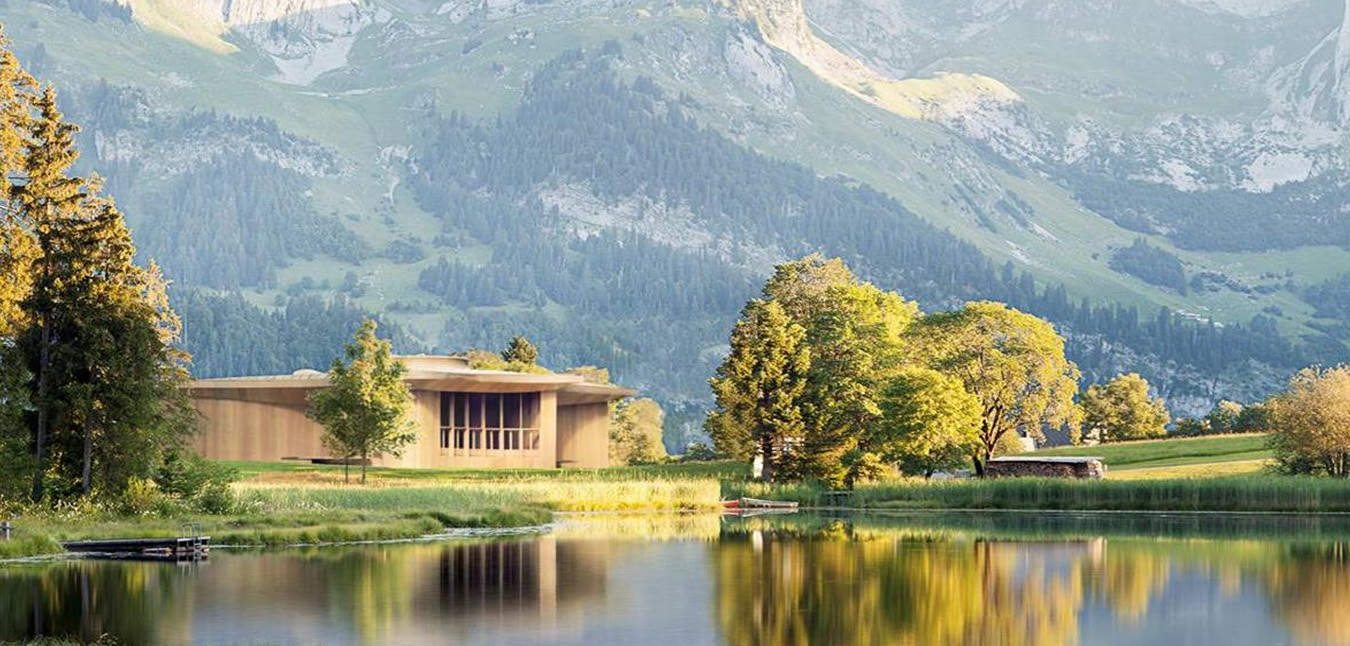
Mit dem Klanghaus Toggenburg wird der Tourismus gefördert.

Das in Konfession und lange Zeit auch in der Politik gespaltene Toggenburg ist heute eine Hochburg der SVP. Sie hat einen Wähleranteil von rund einem Drittel. 2024 reichten rund 42 Prozent Wähleranteil sogar für die absolute Mandatsmehrheit. Zuvor wählte der katholische Norden die CVP und der reformierte Süden freisinnig.
Mit Toni Brunner stellte der Wahlkreis von 2008 bis 2016 den Präsidenten der SVP Schweiz.
Die Sozialdemokraten (SP) bewegen sich stabil zwischen 11 und 15 Prozent. Bemerkenswert ist im Toggenburg das Potenzial für kleinere, wechselnde Gruppierungen. 2016 und 2020 errang der parteilose Martin Sailer, wenn auch auf einer Liste der SP, einen Sitz im Kantonsrat.

## Politische Gliederung
Der Wahlkreis zählt seit dem 1. Januar 2023 zehn Gemeinden.
| Wappen                  | Name der Gemeinde       | Einwohner (31. Dezember 2023) | Fläche in km² | Einw. pro km² |
| ----------------------- | ----------------------- | ----------------------------- | ------------- | ------------- |
| Bütschwil-Ganterschwil  | Bütschwil-Ganterschwil  | 5202                          | 21,83         | 238           |
| Ebnat-Kappel            | Ebnat-Kappel            | 5092                          | 43,55         | 117           |
| Kirchberg               | Kirchberg (SG)          | 9755                          | 42,54         | 229           |
| Lichtensteig            | Lichtensteig            | 2079                          | 2,82          | 737           |
| Lütisburg               | Lütisburg               | 1645                          | 14,10         | 117           |
| Mosnang                 | Mosnang                 | 2969                          | 50,51         | 59            |
| Neckertal               | Neckertal               | 6437                          | 81,84         | 79            |
| Nesslau                 | Nesslau                 | 3833                          | 92,70         | 41            |
| Wattwil                 | Wattwil                 | 9161                          | 51,17         | 179           |
| Wildhaus-Alt St. Johann | Wildhaus-Alt St. Johann | 2618                          | 87,53         | 30            |
| Total (10)              | Total (10)              | 48'791                        | 488,59        | 100           |

## Frühere Bezirke
Früher bestand das Toggenburg aus vier Bezirken (geografisch von Norden nach Süden aufgelistet):
- Untertoggenburg (Gemeinden Degersheim, Flawil, Ganterschwil, Jonschwil, Mogelsberg, Oberuzwil, Uzwil)
- Alttoggenburg (Gemeinden Bütschwil, Kirchberg, Lütisburg, Mosnang)
- Neutoggenburg (Gemeinden Brunnadern, Hemberg, Krinau, Lichtensteig, Oberhelfenschwil, St. Peterzell, Wattwil)
- Obertoggenburg (Gemeinden Alt St. Johann, Ebnat-Kappel, Krummenau (seit 1. Januar 2005 Nesslau-Krummenau), Nesslau (seit 1. Januar 2005 Nesslau-Krummenau), Stein, Wildhaus)

Historisch und geografisch gesehen gehören die obgenannten Bezirke zum Toggenburg, während der Wahlkreis vor allem Untertoggenburger Gemeinden ausschliesst. Dies wurde von der Bevölkerung betroffener Gemeinden schon im Vorfeld kritisiert.
Siehe auch: Toggenburg, Untertoggenburg, Alttoggenburg, Neutoggenburg, Obertoggenburg

## Veränderungen im Gemeindebestand seit 2003

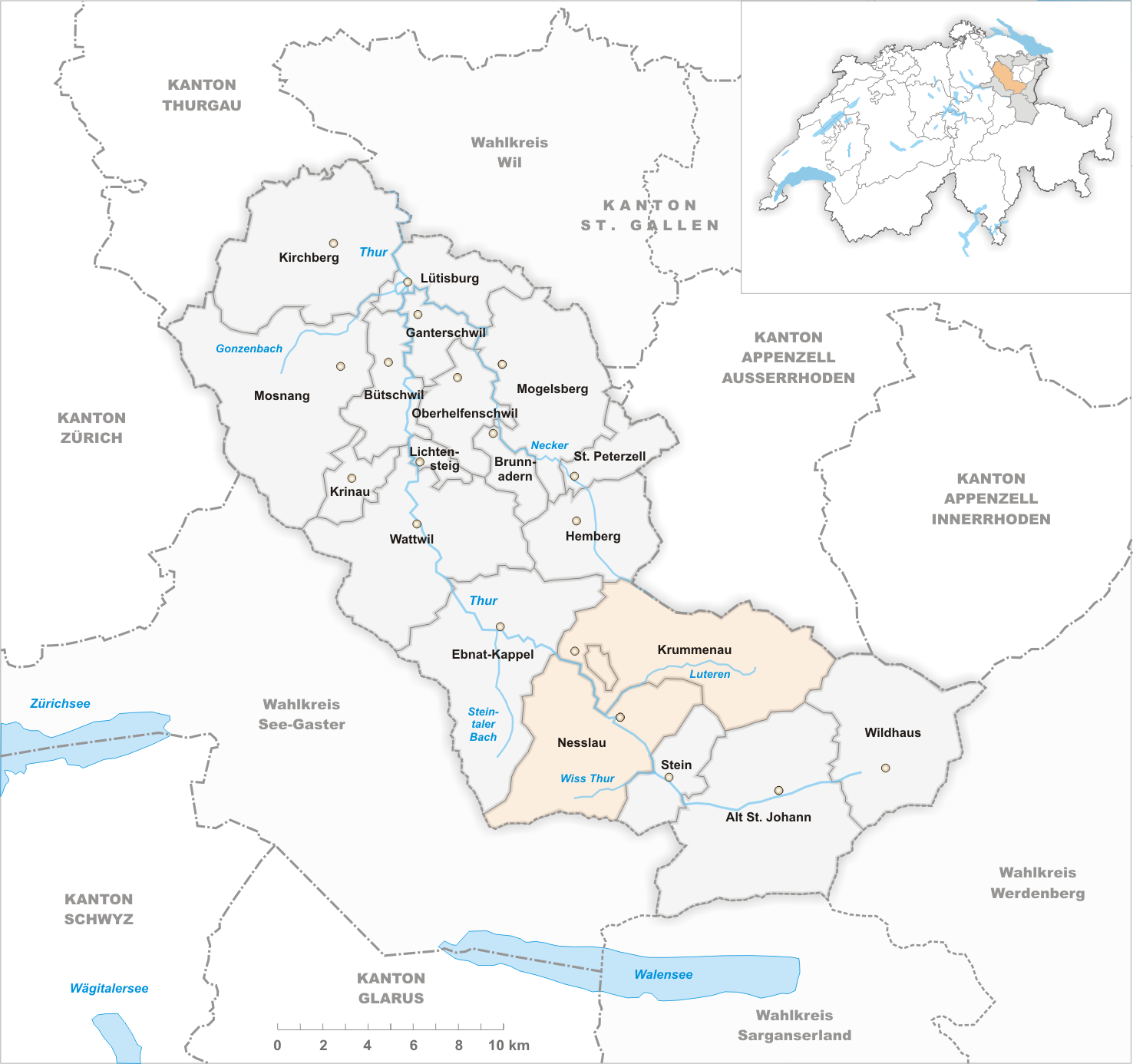
Gemeinden bis 2004
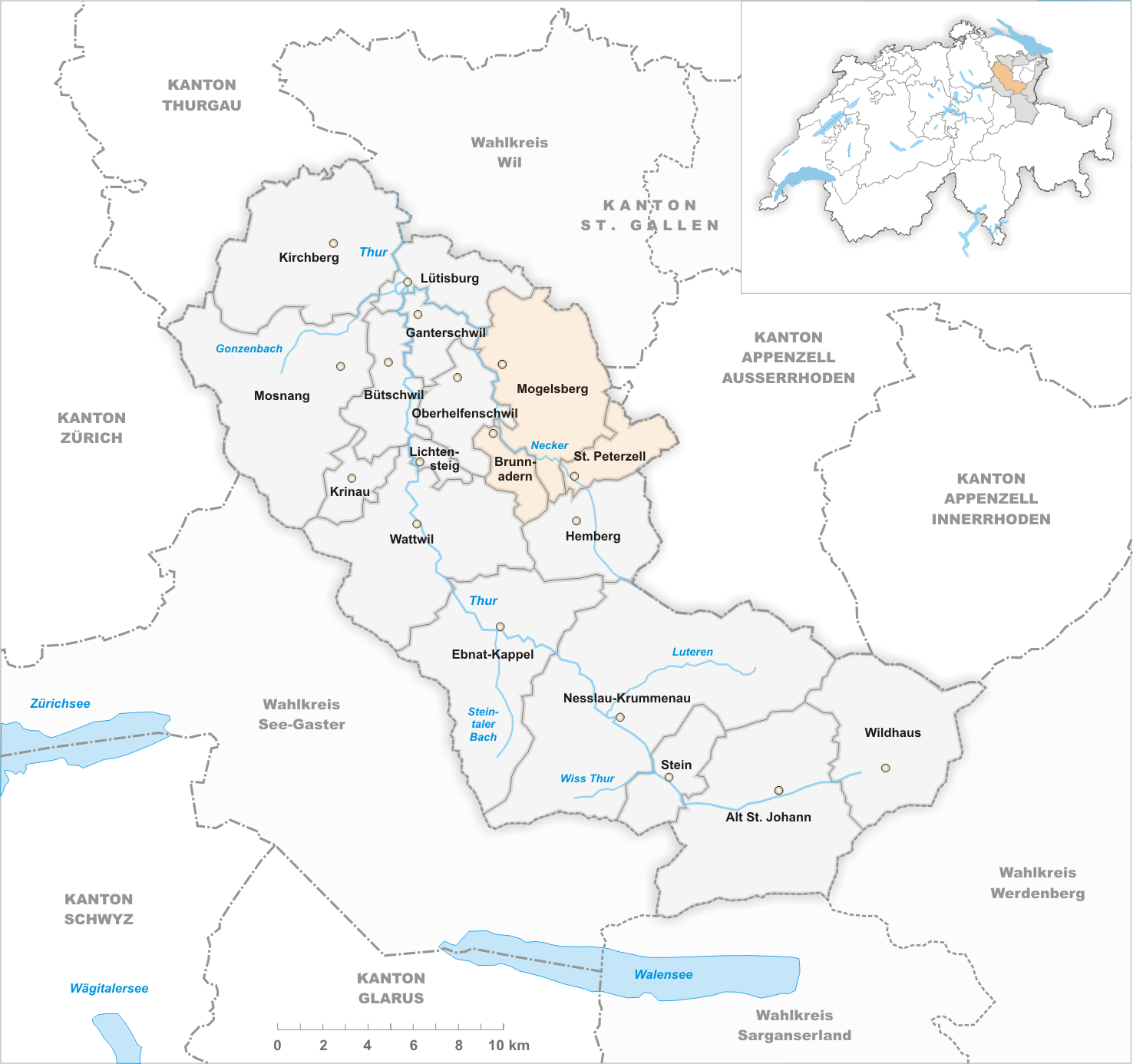
Gemeinden bis 2008
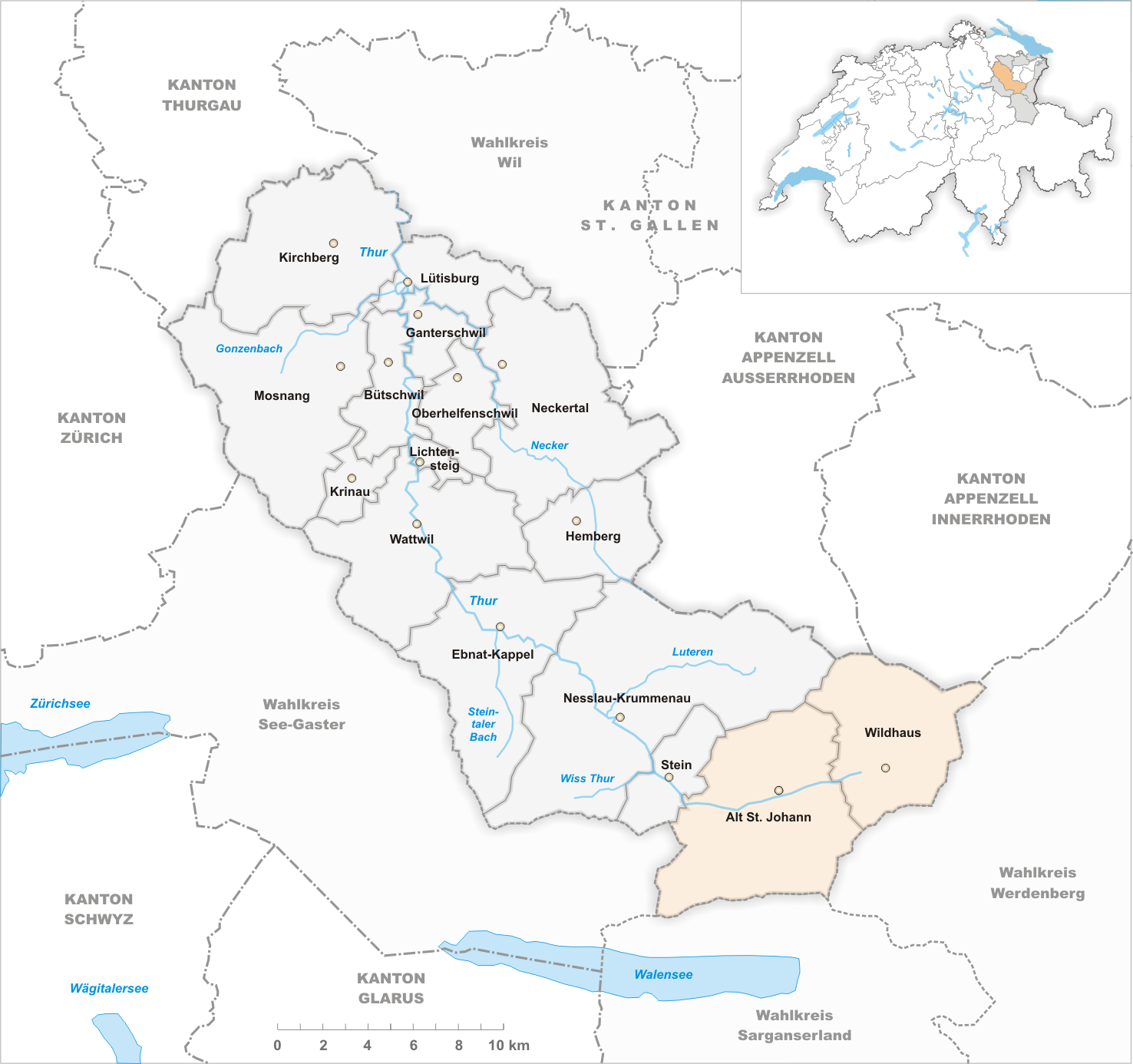
Gemeinden bis 2009
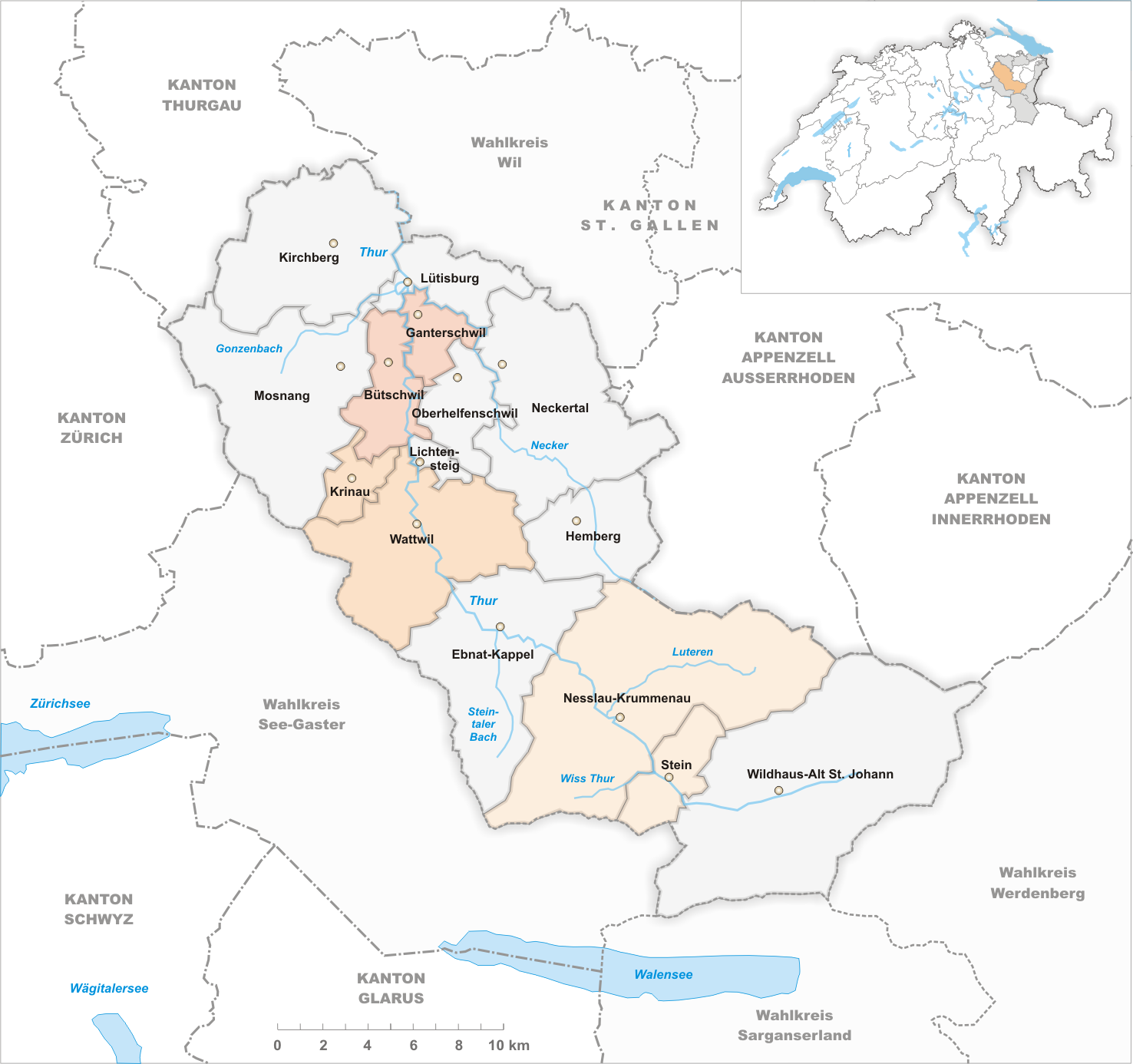
Gemeinden bis 2012
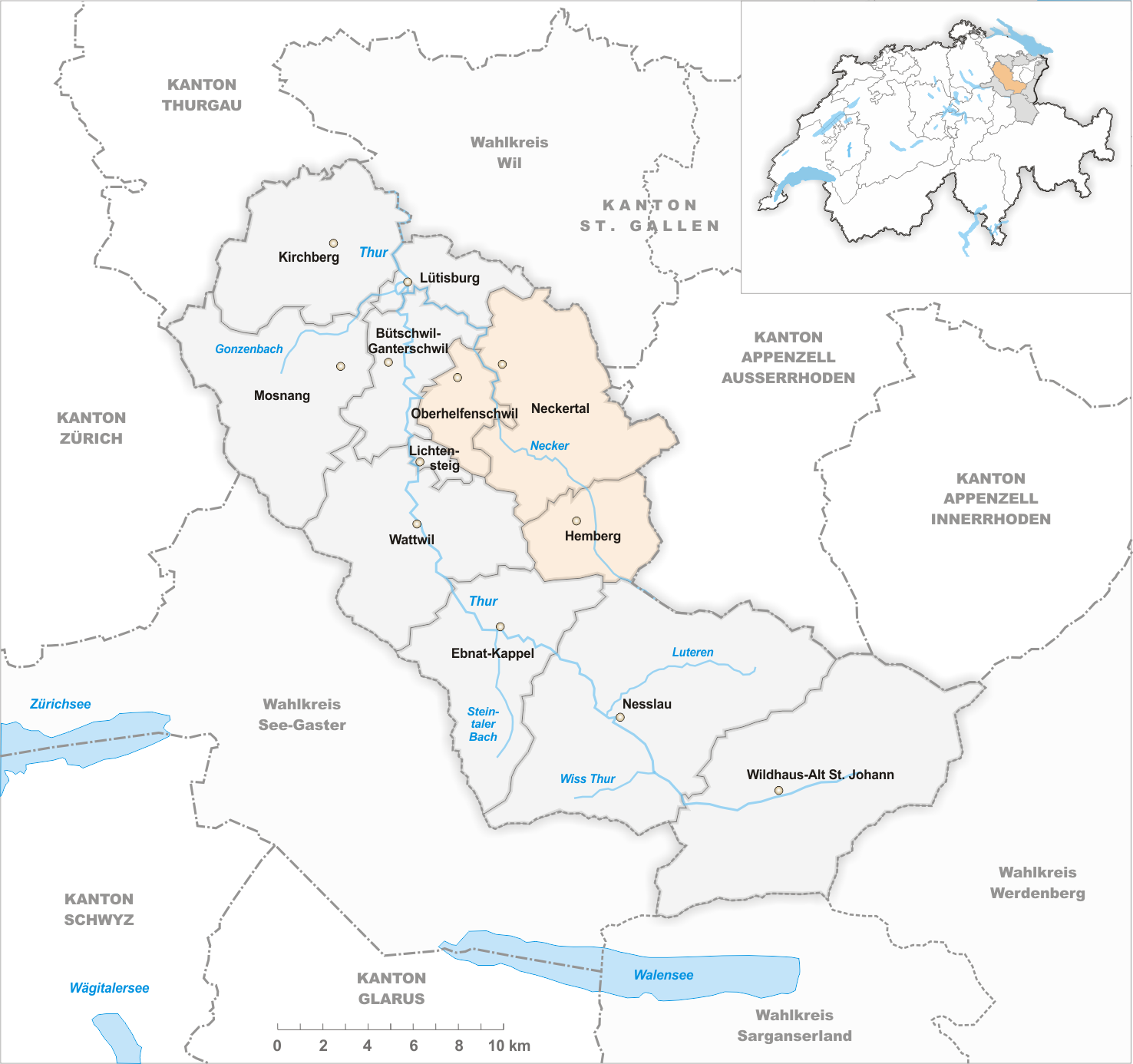
Gemeinden bis 2022

- 2005: Fusion Krummenau und Nesslau → Nesslau-Krummenau
- 2009: Fusion Brunnadern, Mogelsberg und St. Peterzell → Neckertal
- 2010: Fusion Alt St. Johann und Wildhaus → Wildhaus-Alt St. Johann
- 2013: Fusion Bütschwil und Ganterschwil → Bütschwil-Ganterschwil
- 2013: Fusion Nesslau-Krummenau und Stein → Nesslau
- 2013: Fusion Krinau und Wattwil → Wattwil
- 2023: Fusion Hemberg, Neckertal und Oberhelfenschwil → Neckertal